# كارل غرين (كاتب أغاني)
كارل غرين (بالإنجليزية: Karl Green)‏ هو كاتب أغاني بريطاني، ولد في 31 يوليو 1947 في Davyhulme ‏ في المملكة المتحدة.

## وصلات خارجية
- كارل غرين على موقع IMDb (الإنجليزية)
- كارل غرين على موقع ميوزك برينز (الإنجليزية)
- كارل غرين على موقع ديسكوغز (الإنجليزية)
- كارل غرين على موقع قاعدة بيانات الفيلم (الإنجليزية)